# Georges Bruhat
Georges Bruhat (* 21. Dezember 1887 in Besançon; † 1. Januar 1945 im KZ Sachsenhausen) war ein französischer Physiker.

## Leben
Bruhat studierte von 1906 bis 1909 Physik an der École normale supérieure von Paris (ENS), unter anderem bei Henri Abraham, Marcel Brillouin und Aimé Cotton, und an der Sorbonne, unter anderem bei Gabriel Lippmann und Edmond Bouty. Nach dem Lizenziatsabschluss in Mathematik und Physik unterrichtete er ein Jahr am Gymnasium und wurde dann Vorbereitungslehrer (Préparateur) für die ENS, was ihm die Zeit für seine Promotion 1914 bei Aimé Cotton in Optik ermöglichte. Im Ersten Weltkrieg war er mit der Entwicklung von Schallortungsgeräten beschäftigt, wofür er das Croix de guerre erhielt. 1919 wurde er Maître de Conférences und 1921 Professor an der Universität Lille. 1927 wurde er Maître de Conférences und bald darauf Titularprofessor (ohne Lehrstuhl) an der Faculté des sciences in Paris, abgeordnet an die ENS. 1935 wurde er stellvertretender Direktor und 1941/42 Direktor der ENS. 1940 erhielt er den Lehrstuhl an der ENS als Nachfolger des vom Vichy-Regime aufgrund antisemitischer Gesetze abgesetzten Eugène Bloch. 1944 wurde er von der Gestapo verhaftet, da er nicht mit den Besatzern in Bezug auf Informationen über Widerstandsbewegungen an der Schule kooperierte. Am 16. August 1944 wurde er ins KZ Buchenwald deportiert und starb am 1. Januar 1945 im KZ Sachsenhausen an einer Lungenentzündung. In Sachsenhausen arbeitete er in einer Gruppe von Rechnern, die die SS für wehrwissenschaftliche Forschung einsetzte (Leiter Karl-Heinz Boseck).
Georges Bruhat befasste sich mit Forschungen zur Optik (zum Beispiel optisch aktive Medien, Doppelbrechung, Wellenlängenabhängigkeit von Absorption und Brechungsindex, Polarimeter im UV-Bereich) und war in Frankreich durch sein vierbändiges Physiklehrbuch bekannt (Cours de physique générale, Masson), dessen Band über Elektrizitätslehre 1924 (8. Auflage 1963) erschien, der Thermodynamik Band 1926 (6. Auflage 1968 bearbeitet von Alfred Kastler), der Optik Band 1930 (6. Auflage 1968 bearbeitet von Kastler) und der Mechanik Band 1934 (6. Auflage 1967). Eine Monographie über Polarisation erschien 1930 (Traité de la Polarimétrie).
Er ist der Vater des Mathematikers François Bruhat und der Physikerin Yvonne Choquet-Bruhat.
Bruhat ist einer der drei Physiker, dem zu Ehren der Prix des trois physiciens seit 1951 vergeben wird.